# Gedeón (nombre)

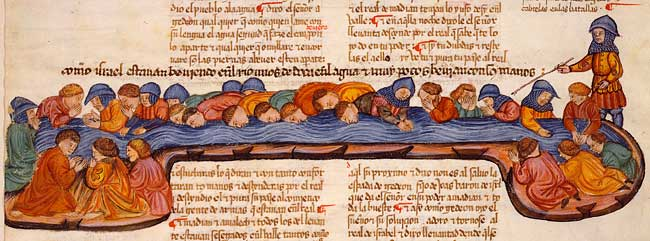
Biblia de Alba, manuscrito sefardí, 1422, fol. 183v: Gedeón y los israelitas.

Gedeón es un nombre de pila de varón en español. Procede del hebreo גִּדְעוֹן (Giḏʻôn), el cual significa «Destructor», «Guerrero poderoso», o bien «el que humilla». Aparece en el Libro de los Jueces de la Biblia, Gedeón, famoso por liderar a un grupo de solo 300 hombres en guerra y vencer al gran ejército de los madianitas.

## Santoral
- 1 de septiembre: Gedeón, juez de Israel. Que significa talador, cortador.

## Personajes
- Gedeon Burkhard

## Datos interesantes
- Existe una organización que reparte biblias en hoteles llamados Gedeones Internacionales.

## Variantes
- Femenino: Gedeona.

| Variantes en otras lenguas | Variantes en otras lenguas |
| -------------------------- | -------------------------- |
| Español                    | Gedeón                     |
| Alemán                     | Gideon                     |
| Búlgaro                    | Гедеон (Gedeon)            |
| Catalán                    | Gedeó                      |
| Danés                      | Gideon                     |
| Finlandés                  | Gideon                     |
| Francés                    | Gédéon                     |
| Griego                     | Γεδεών (Gedeón)            |
| Hebreo                     | גִּדְעוֹן (Giḏʻôn)             |
| Holandés                   | Gideon                     |
| Húngaro                    | Gedeon                     |
| Inglés                     | Gideon                     |
| Italiano                   | Gedeone                    |
| Lituano                    | Gideonas                   |
| Noruego                    | Gideon                     |
| Polaco                     | Gedeon                     |
| Portugués                  | Gideão                     |
| Ruso                       | Гидеон (Gideon)            |
| Sueco                      | Gideon                     |